# Isocentris minimalis
Isocentris minimalis is een vlinder van de familie van de grasmotten (Crambidae). De wetenschappelijke naam van deze soort is voor het eerst voorgesteld door Charles Swinhoe in een publicatie uit 1906.
De soort komt voor in Maleisië (Sarawak).